# Buckiella
Buckiella és un gènere de molses de la família de les hipnàcies. És un gènere de tan sols 2 espècies que es distribuixen per Europa, la costa occidental d'Amèrica del Nord, Hawai i altres illes de Pacífic.

## Característiques
Són molses de mida gran, que creixen en catifes de color verd clar o blanquinós sovint amb tonalitats groguenques. Tenen caulidis precumbents o erectes, rarament i irregularment ramificats, amb hialoderma i pseudoparafil·le absent. Els fil·lidis caulinars i ramerals són semblants, imbricats, de marge pla enter i generalment serrulats a l'àpex, ovats o ovatolanceolats, i més rarament oblongolanceolats, de base lleugerament decurrent i àpex d'agut a acuminat o més rarament obtús. El nervi és doble i molt curt. Les cèl·lules alars estan diferenciades, rectangulars mentre que les de la resta de la làmina són papil·loses.
Són plantes dioiques que presenten periquecis (fil·lidis diferenciats pròxims a l'arquegoni); aquests són estretament ovats o oblongolanceolats d'àpex agut o acuminat. L'esporòfit desenvolupa una seta de color vermell fosc o leugerament marronós. Càpsula inclinada o pendulosa, cilíndrica, gibosa o recte. L'opercle és cònic o rostel·lat amb peristoma doble. Les espores tenen forma globosa o ovoide, de paret llisa o finament papil·losa.

## Sistemàtica
- Buckiella draytonii: Present a boscos humits temperats.
- Buckiella undulata: Endèmica de l'arxipèlag de Hawai.